# Wiesław Czernik
Wiesław Adam Czernik (ur. 2 stycznia 1947 w Osówce) – polski polityk, poseł na Sejm PRL VIII kadencji.

## Życiorys
Uzyskał wykształcenie średnie zawodowe (skończył Państwową Szkołę Techniczną w Łodzi). Został starszym mistrzem w Zakładach Celulozowo-Papierniczych we Włocławku. Członek Egzekutywy KZ „Celuloza”, członek Zarządu Miejskiego i Wojewódzkiego ZSMP. W latach 1980–1985 pełnił mandat posła na Sejm PRL VIII kadencji w okręgu Włocławek z ramienia Polskiej Zjednoczonej Partii Robotniczej. Zasiadał w Komisji Leśnictwa i Przemysłu Drzewnego, Komisji Nadzwyczajnej do rozpatrzenia projektu ustawy Konstytucyjnej o Przedłużeniu Kadencji oraz w Komisji Rolnictwa, Gospodarki Żywnościowej i Leśnictwa. Otrzymał Brązową Odznakę im. Janka Krasickiego.
20 października 2008 został prezesem Nadwiślańskiej Spółdzielni Mieszkaniowej we Włocławku.